# Félix Aramendía
Félix Aramendía y Bolea (Marcilla el 20 de noviembre de 1856-Madrid, 28 de abril de 1894). Estudió la carrera de medicina en Madrid obteniendo el grado de doctor. Fue Académico de la Real Academia de Medicina y Ciencias. En 1892 fue nombrado catedrático de Clínica Médica en la Universidad Central de Madrid. También el Congreso médico internacional le nombró honorario de la sección de Medicina Interna.
Murió en Madrid el 28 de abril de 1894 a la edad de 37 años.

## Obras
Estudios fundamentales de Patología médica. Nosotaxia y sus procedimientos lógicos, sus bases, su utilidad, Zaragoza, Tipografía de la Derecha, 1885; Lecciones de Clínica médica, Madrid, G. Pedraza, 1894.